# NGC 440
NGC 440 ist eine Spiralgalaxie vom Hubble-Typ Sbc im Sternbild Tukan am Südsternhimmel. Sie ist schätzungsweise 225 Millionen Lichtjahre von der Milchstraße entfernt und hat einen Durchmesser von etwa 80.000 Lichtjahren. Gemeinsam mit NGC 434 und PGC 4344 bildet sie das Galaxientrio KTS 8. Die Galaxie ist Teil der 10 Mitglieder zählenden NGC 434-Gruppe (LGG 19).
Das Objekt wurde am 27. September 1834 von dem britischen Astronomen John Herschel entdeckt.